# محمدآباد (شهرستان خواف)
محمدآباد، روستایی بسیار زیبا در مرکز کلاته ها واقع در دهستان نشتیفان وجود دارد.
مردم این روستا بسیار مهمان نواز و مهربان اند و به همین دلیل روستای شناخته شده ای در شهرستان خواف و شهر های اطراف است.
شغل اکثر مردم کشاورزی و دام داری است. محصولات این روستا از میوه جات همچون: انار، پسته، توت، انگور و... گرفته تا محصولات دام داری مانند گندم و جو و یونجه در ان یافت میشود 
در این روستا اماکنی همچون سالن ورزشی محمد اباد و مصلی بزرگ کلاته ها وجود دارد و به همین دلیل روستاهای اطراف پیروی حسودی که به این روستا دارن کمی حس تنفر دارند که برای هیچ‌یک از افراد روستای محمد اباد مهم نیست.
1. ↑  درگاه ملی آمار